# Robert Berthe
Œuvres principales
Pas à pas
Robert Berthe, né le 12 décembre 1931 à Acheville et mort le 8 janvier 2016 à Andilly, est un écrivain spécialiste du jeu de bridge.

## Biographie
Fils de paysan, il arrête ses études avant l'âge de 15 ans. Il apprend le carabin, un jeu de 32 cartes dont les règles sont voisines de celles du bridge, au contact du curé et du maire de Acheville. Pendant son service militaire, il apprend le bridge.
De l'âge de 17 ans jusqu'à sa retraite à 54 ans, il est employé à la SNCF. Il lit beaucoup de livres sur le bridge, notamment ceux de Pierre Albarran, de Ely Culbertson et de José Le Dentu. Mais ce n'est qu'à l'âge de 30 ans qu'il pénètre dans un club de bridge à Enghien. C'est là qu'il est repéré par le rédacteur en chef du Bridgeur, Jacques Bauche, qui lui propose de rédiger des articles dans son journal. Il donne des cours de bridge à Sarcelles, où il fait en 1975 la connaissance de Norbert Lébely qui sera plus tard son co-auteur.
Il publie 15 ouvrages de bridge à partir de 1979, dont la plupart rédigés en collaboration avec Norbert Lébely. Les 7 ouvrages de la collection "Pas à pas" ont représenté un tirage d'environ 250 000 exemplaires,.
Il a été rédacteur en chef du magazine Bridgerama, chef de collection chez l'éditeur Grasset, arbitre de bridge et organisateur de stages de bridge.
Parmi les grands auteurs d'ouvrages sur le bridge, il est le seul à n'avoir participé qu'à très peu de compétitions et à n'avoir jamais dépassé le niveau de 1re série ♣.

## Principaux ouvrages
- Pas à pas, avec Norbert Lébely, éd. Le Bridgeur
- Les communications du déclarant, avec Jacques Grémion, éd. Grasset
- Mémento des enchères à la française, éd. Grasset
- À pas de géant, éd. Le Bridgeur